# Pseudomonadaceae
Pseudomonadaceae (лат.) — семейство бактерий из класса Gammaproteobacteria, включающее в себя роды Azomonas, Azomonotrichon, Azorhizophilus, Azotobacter, Cellvibrio, Mesophilobacter, Pseudomonastypus, Rhizobacter, Rugamonas и Serpens и другие. С недавних пор в это же семейство включают всех представителей семейства Azotobacteriaceae. Представители этого семейства занимают многие важные экологические ниши и распространены повсеместно. Сюда относятся многие почвенные микроорганизмы, азотфиксирующие симбионты растений, патогены сельскохозяйственных растений и человека, а также бактерии, участвующие в скисании молока и других молочных продуктов.

## История
Pseudomonad буквально означает 'ложное единство'. Название образовано от греческого pseudo (ψευδο — 'ложный') и monas (μονος — 'единый, общий'). Термин «монада» использовался на ранних этапах развития микробиологии для обозначения любого одноклеточного организма.
Из-за своего широкого распространения псевдомонады были одними из первых обнаруженных микроорганизмов. Определение для родового названия — Pseudomonas было дано только в 1894 году и в очень расплывчатых терминах. Предполагалось, что к этому роду относятся грамотрицательные, палочкообразные бактерии с полярным расположением жгутиков. Вскоре к этому роду было отнесено огромное количество различных видов. Псевдомонады были выделены из многих природных экосистем, и изначально род содержал большое количество видов, часто несвязанных между собой по происхождению. После появления молекулярнобиологических методов классификации род был признан не монофилетичным, а его состав пересмотрен и реклассифицирован.
В последнее время Pseudomonas aeruginosa получил широкое признание в качестве нового патогенного микроорганизма клинической значимости. Исследования также предполагают наличие устойчивости к антибиотикам у P. aeruginosa.
В 2000 был получен полный сиквенс генома некоторых видов рода Pseudomonas. На данный момент имеются полностью отсеквенированные геномы следующих организмов: P. aeruginosa PAO1 (2000), P. putida KT2440 (2002), P. fluorescens Pf-5 (2005), P. fluorescens PfO-1 и P. entomophila L48. Были секвенированны некоторые патовары Pseudomonas syringae, включая патогенный для помидоров DC3000 (2003), патовар syringae B728a (2005), и патовар phaseolica 1448A (2005).

## Отличительные черты
- Есть цитохром c оксидаза
- Неспособны осуществлять брожение
- Многие осуществляют метаболизм глюкозы по пути Энтнера-Дудорова с использованием 6-фосфоглицеральдегиддегидрогеназы и специфической альдолазы
- Имеют полярно расположенные жгутики, обеспечивающие подвижность
- Многие представители синтезируют производные флуоресцирующего пигмента пиовердина[англ.][5]

Наличие оксидазы, полярных жгутиков и неспособность осуществлять брожение отличает псевдомонад от энтеробактерий.